# جامعة بيونغيانج للدراسات الأجنبية
جامعة بيونغيانج للدراسات الأجنبية هي جامعة عامة تقع بيونغيانغ بكوريا الشمالية، متخصصة في تعليم اللغات.

## تاريخ
انفصلت الجامعة عن جامعة كم إل سونغ عام 1964. تُحدّد وكالة الأنباء المركزية الكورية - التي تُديرها الدولة في كوريا الشمالية - تاريخ تأسيسها في عام 1949. لا تتمتع بسمعة طيبة مثل تلك التي يتمتع بها قسم اللغات الأجنبية بجامعة كم إل سونغ، الذي يقوم بتدريب أعضاء النخبة السياسية؛ وتوفير خريجين دبلوماسيين، أو يشتعلون في جهاز المخابرات.

## البنية
يوجد بالجامعة كليات منفصلة لطلاب اللغة الإنجليزية والروسية والصينية واليابانية؛ تُقدم ما يسمى «كلية اللغات العرقية» تعليمًا بـ 18 لغة أخرى، بما في ذلك الفرنسية والإسبانية والعربية والتايلاندية والأردية والخميرية، وحتى يوليو 2007 باللغتين البولندية والإيطالية.
في المجموع، يتم تدريس 22 لغة في جامعة بيونغيانج للدراسات الأجنبية:
الصينية والروسية واليابانية والمجرية والعربية والملايو والخميرية والتايلندية واللاوية والفارسية والهندية والأردية والإنجليزية والألمانية والبلغارية والتشيكية والبولندية والفرنسية والإيطالية والبرتغالية والرومانية والإسبانية.

## الطلاب وأعضاء هيئة التدريس والخريجين البارزين
- تشارلز روبرت جينكينز، منشق أمريكي ومدرس لغة إنجليزية سابق؛ ابنتاه بريندا وميكا التحقتا سابقًا بالجامعة[6]
- جيمس دريسنوك، ابن المنشق الأمريكي جيمس جوزيف دريسنوك [الإنجليزية]‏[7]
- ري جونغ-هو[8]
- تاي يونغ هو، منشق من كوريا الشمالية، نائب سابق لسفير كوريا الشمالية لدى المملكة المتحدة؛ عضو حالي في الجمعية الوطنية في كوريا الجنوبية